# Classe Ruggiero
La classe Ruggiero è stata una serie di pirofregate (successivamente pirocorvette) della Real Marina del Regno delle Due Sicilie, successivamente acquisita dalla Regia Marina.

## Storia
La classe, costituita da quattro unità con scafo in legno e carena rivestita di rame, era armata con dieci cannoni ed aveva armamento velico a brigantino (due alberi a vele quadre). Costata 145.722 ducati napoletani per il primo esemplare, la classe, con buona superficie velica, bordo alto, buona manovrabilità e scafo snello dalle caratteristiche marine, era nel complesso soddisfacente, difettando però in velocità.
Quando, nel pomeriggio del 6 settembre 1860, il re di Napoli Francesco II lasciò Napoli per rifugiarsi a Gaeta, le navi della classe tranne la Partenope, al pari della quasi totalità della flotta del Regno delle Due Sicilie, non seguirono il sovrano, decidendo invece di rientrare a Napoli e passare alla Marina del Regno di Sardegna. Circa 600 marinai della Ruggiero e della gemella Guiscardo, non condividendo le decisioni dei loro comandanti, si gettarono in mare e raggiunsero a nuoto la fregata Partenope, che li portò a Gaeta.
Il 17 marzo 1861, a seguito della costituzione della Regia Marina, la classe venne da questa incorporata così come le altre navi borboniche e sarde. Sottoposta a lavori di revisione generale e sostituzione dell'armamento, ridotto a 6 cannoni ad avancarica da 160 mm, quattro a canna liscia e due a canna rigata, nel 1863 le navi vennero declassate a pirocorvetta di II rango a ruote ed adibite a compiti secondari.
Ormai vetusta, dallo scarso armamento ed ormai dalle ridotte potenzialità belliche, la classe venne radiata a partire dal 1867 ed avviata alla demolizione.